# سمیریه، حماة
سمیریه (به عربی: سمیریة) یک روستا در سوریه است که در ناحیه صبوره واقع شده‌است. سمیریه ۹۶۰ نفر جمعیت دارد.